# Caiçara (Paraíba)
Caiçara é um município brasileiro localizado na Região Geográfica Imediata de Guarabira, no estado da Paraíba. Sua população estimada em 2022, segundo o IBGE, foi de 6 602 habitantes, distribuídos em 128 quilômetros quadrados de área.

## História
O atual território brasileiro já era habitado desde pelo menos 10000 a.C. por povos provenientes de outros continentes (possivelmente, da África, Ásia e Oceania). Por volta do ano 1000, a região, então habitada pelos índios tapuias, foi ocupada por povos tupis procedentes da Amazônia.
Quando os primeiros europeus (franceses e portugueses) chegaram à região, no século XVI, a mesma era habitada pela tribo tupi dos potiguaras, que chamavam a região de "Cupaoba". Os potiguaras se aliaram aos franceses e passaram a lutar contra os invasores portugueses, nas chamadas Guerras de Cupaoba (1574-1599). Os portugueses ganharam a guerra e passaram a catequizar os índios e a dividir a região em sesmarias distribuídas entre os portugueses. Em 1619, Raphael de Carvalho obteve a sesmaria 13 da capitania da Paraíba, que abrangia a região do atual município de Caiçara. Em meados do século XVII, a distribuição de sesmarias foi interrompida pelas invasões holandesas no Brasil e pela guerra dos Cariris. No século seguinte, a distribuição de sesmarias prosseguiu, com a criação de gado tendo papel cada vez maior na economia da região.
Um dos primeiros habitantes com nome registrado da região foi José de Abreu Cordeiro, em 1770. A sesmaria foi adquirida por Luís Soares Mendonça, em 1822, quando instalou-se no local. Manuel Soares da Costa, Francisco da Costa Gonçalves e José Vicente adquiriram estas terras, instalando suas casas e currais, denominados de "caiçaras", termo este que originou o nome do lugar ("caiçara" provém do tupi antigo ka'aysá (ou ka'aysara), designando uma cerca rústica feita de galhos de árvores.) Estes proprietários ergueram uma capela a Nossa Senhora do Rosário, à qual doaram 60 braças de terra. No entorno da igreja, foram surgindo o povoado e o comércio. O povoado foi elevado à categoria de vila com a denominação de Caiçara pela lei provincial nº 758, de 6 de dezembro de 1883. Entretanto, pela lei nº 776, de 2 de outubro de 1884, foi extinta a vila de Caiçara, sendo seu território anexado ao município de Guarabira (antes, Vila da Independência). Somente em 1908, ocorreu a emancipação política pela lei estadual nº 309, de 7 de novembro de 1908.

## Geografia

### Relevo
Conforme a classificação geral e mapeamento do relevo paraibano de Carvalho (1982), o município de Caiçara faz parte da unidade geomorfológica identificada como Depressão Sublitorânea. Encontra-se situado entre serras, vales e maciços residuais antigos, com elevações pouco expressivas, possuindo cotas altimétricas variando entre 73 e 262 metros. A classificação geomorfológica do referido município está relacionada com as formas mais expressivas. Nesse sentido, os fatos geomorfológicos são organizados em três unidades morfológicas: Planície do Curimataú, Planície do Pirari e Serras de Caiçara.

### Clima
O território de Caiçara, o clima está condicionado pela sua localização geográfica. Situada na porção norte da Depressão Sublitorânea, apresenta característica de clima semiúmido. Caracteriza-se por apresentar chuvas de outono e inverno e um período de estiagem de seis a sete meses. O regime de chuvas está na dependência da Massa Equatorial Atlântica, que atua no período do verão, como também da Massa Tropical Atlântica que exerce influência principalmente durante o inverno, sendo movimentada pelos alísios do sudeste.
Outros fatores importantes contribuem para a determinação dos moldes climáticos encontrados no referido município, tais como: a baixa latitude, com aproximadamente 6,6 graus de latitude sul, a altitude média pouco expressiva, em torno dos 167 metros.
A época chuvosa, conhecida localmente como a estação do inverno, inicia-se no mês de fevereiro ou março e prolonga-se até agosto, com muitas irregularidades. O período seco começa em setembro e se estende até o segundo mês do ano. A temperatura média anual gira em torno dos . A amplitude térmica ao ano é muito pequena, variando na ordem dos cinco ou seis graus célsius em virtude da baixa latitude.
Dados do Departamento de Ciências Atmosféricas, da Universidade Federal de Campina Grande, mostram que Caiçara apresenta um clima com média pluviométrica anual de 807,0 mm e temperatura média anual de 24,8 °C.
| Dados climatológicos para Caiçara             | Dados climatológicos para Caiçara | Dados climatológicos para Caiçara | Dados climatológicos para Caiçara | Dados climatológicos para Caiçara | Dados climatológicos para Caiçara | Dados climatológicos para Caiçara | Dados climatológicos para Caiçara | Dados climatológicos para Caiçara | Dados climatológicos para Caiçara | Dados climatológicos para Caiçara | Dados climatológicos para Caiçara | Dados climatológicos para Caiçara | Dados climatológicos para Caiçara |
| Mês                                           | Jan                               | Fev                               | Mar                               | Abr                               | Mai                               | Jun                               | Jul                               | Ago                               | Set                               | Out                               | Nov                               | Dez                               | Ano                               |
| --------------------------------------------- | --------------------------------- | --------------------------------- | --------------------------------- | --------------------------------- | --------------------------------- | --------------------------------- | --------------------------------- | --------------------------------- | --------------------------------- | --------------------------------- | --------------------------------- | --------------------------------- | --------------------------------- |
| Temperatura máxima média (°C)                 | 31,7                              | 31,6                              | 31,2                              | 30,6                              | 29,8                              | 28,8                              | 28,3                              | 28,9                              | 30,0                              | 31,0                              | 31,6                              | 31,7                              | 30,4                              |
| Temperatura média (°C)                        | 25,9                              | 25,9                              | 25,8                              | 25,3                              | 24,7                              | 23,7                              | 23,1                              | 23,2                              | 24,0                              | 24,8                              | 25,4                              | 25,7                              | 24,8                              |
| Temperatura mínima média (°C)                 | 21,6                              | 21,7                              | 21,7                              | 21,4                              | 20,9                              | 20,0                              | 19,2                              | 19,1                              | 19,9                              | 20,5                              | 20,8                              | 21,3                              | 20,7                              |
| Chuva (mm)                                    | 49,0                              | 67,5                              | 120,6                             | 137,2                             | 99,2                              | 89,8                              | 102,4                             | 47,6                              | 32,4                              | 7,6                               | 18,7                              | 18,2                              | 807,0                             |
| Fonte: Departamento de Ciências Atmosféricas. |                                   |                                   |                                   |                                   |                                   |                                   |                                   |                                   |                                   |                                   |                                   |                                   |                                   |

### Vegetação
O conjunto de plantas que se desenvolveu naturalmente no município de Caiçara está associada às condições climáticas e aos tipos de solos do local, que se relacionam entre si. A formação original da vegetação é identificada, segundo Carvalho (1982), como do tipo Agreste. Esta cobertura, conforme Feliciano e Melo (2003), se divide em duas unidades: a formação Agreste Sublitorânea, que se desenvolveu na Depressão entre os tabuleiros subcosteiros e o maciço da Borborema, e a formação Agreste da Borborema que se formou nas frentes elevadas do Planalto, com exceção do Brejo localizado entre essas duas variações da vegetação da Paraíba. Este domínio natural é caracterizado por uma vegetação tropical semiúmida constituída de um extrato predominantemente herbáceo estacional, composto por plantas anuais ou vivazes que se desenvolvem plenamente no período das chuvas, e outro arbustivo/arbóreo formado por plantas de pequeno e médio porte, com algumas de grande porte em pontos isolados.
A formação Agreste é uma vegetação do tipo acatingada, típica da região semiúmida, que se desenvolveu entre a caatinga e a cobertura vegetal de características úmida da Zona da Mata. Originalmente constitui-se por uma comunidade de espécies de características xerófilas da caatinga, como o mandacaru (Cereus Jamacaru), xiquexique (Pilosocereus gounellei), macambira (Bromelia laciniosa) e umburana-vermelha (Bursera leptophloeos), bem como algumas da Mata Atlântica, é o caso do pau d’arco (ipê) (Tabebuia serratifolia), canafístula (Cássia ferrugínea) e açoita-cavalo (Luehea grandiflora). Isto lhe confere um caráter de transição.

### Hidrografia
O município de Caiçara tem o seu território completamente localizado na bacia hidrográfica do rio Curimataú.
Este rio tem a sua nascente na superfície elevada do Maciço da Borborema, no município de Barra de Santa Rosa - PB, onde nasce o riacho Poleiro. Ele deságua no Oceano Atlântico, na divisa do município de Canguaretama - RN com Baía Formosa - RN, no local denominado de Barra do Cunhaú. O seu estuário é visto como uma região de grandes riquezas, tanto em aspectos ambientais quanto econômicos. A área comporta vastos manguezais, que apesar de desempenhar a função de reguladores do ecossistema, vem sendo devastados para o desenvolvimento da carcinicultura. 
Uma série de pequenos riachos, todos temporários, drena o município de Caiçara. Todos são tributários da margem direita do Curimataú. Os principais são: o Pirari, o Riacho do Luís e o Massaranduba.

### Geologia
A estrutura geológica do município é composta por rochas cristalinas do Pré-Cambriano, ou seja, que datam de uma das fases mais antigas da origem do planeta. As mais encontradas são: o granito e o pegmatito, ambas, rochas magmáticas plutônicas muito ácidas, como também o gnaisse e o migmatito, rochas metamórficas oriundas do granito, estas constituem os tipos mais expressivos.

### Solo
Os lavradores e pecuaristas de Caiçara utilizam alguns termos populares para classificar os solos da região. Como, por exemplo, “Terra Arisca”, para designar solos arenosos e “Barro de Louça”, para denominar os solos argilosos. Para estas classificações eles se baseiam apenas em observações feitas nos horizontes superficiais, na manutenção cotidiana da terra para fins agrícolas.
Entretanto, conforme a classificação de Brasil (1972) e Brasil (1981) e com base nos estudos de campo, os solos de Caiçara classificam-se em Planossolos, Argissolos, Neossolos e Vertissolos.